# Tombe minori di Amarna
Si indicano come Tombe minori di Amarna una serie di sepolture relative alla zona nota come delle Tombe dei nobili ubicata nell'area dell'antica Akhetaton, oggi nota come Amarna, capitale voluta e costruita dal faraone Amenhotep IV/Akhenaton della XVIII dinastia. La città venne abbandonata circa 30 anni dopo la sua fondazione; le tombe vennero abbandonate e in parte riutilizzate in epoca moderna come romitaggi di monaci copti. L'abbandono millenario e i danni causati dalla presenza umana hanno spesso reso irriconoscibili le strutture originarie e danneggiato pesantemente, quando non reso illeggibili, scene pittoriche e rilievi parietali.

## Titolari
Il gruppo delle tombe minori di Amarna, censite da Norman de Garis Davies, comprende piccole tombe di minore importanza, vuoi perché appena abbozzate, vuoi perché il titolare è sconosciuto o perché presentano poche o nulle particolarità archeologicamente rilevanti. Così, nei pressi della tomba TA1 di Huya, esistono le tombe TA1a (il cui titolare, forse, si identifica in Redu e TA1b; accanto alla TA3 di Ahmose, si trovano le sepolture TA3a, 3b, 3c, 3d, 3e, 3f, tutte accreditabili a sconosciuti; nei pressi della TA6, le 6a, 6b, 6c, anche in questo caso di sconosciuti; esistono, inoltre, le 7a, 7b, 7c nei pressi della TA7 di Parennefer, nonché le 9a, 9b e 9c nelle immediate vicinanze della TA9, di Mahu. Esistono, infine, altre tombe, ugualmente di minore importanza come la TA16, la TA17 e la TA18, nonché la TA20, TA21 e TA22, la TA24a, nei pressi della TA24 di Paatenemab, e TA25a, nelle adiacenze della TA25 di Ay.

## Le tombe
Tra le tombe minori di Amarna solo alcune presentano minimi particolari di interesse archeologico:

### TA1a
Titolare Redu (?). Si tratta di una piccola tomba, costituita da una sola camera, non ultimata; le parti alte delle pareti sono alquanto rifinite, mentre sono ancora allo stato grezzo le parti più basse. Non è dato di confermare se un testo nell'ingresso, scarsamente leggibile, sia contestuale alla tomba o sia stato adattato e faccia riferimento ad un'usurpazione della medesima in tempi successivi.

### TA1b
Si tratta di una sala rettangolare, non ultimata, il cui soffitto era predisposto per realizzare due architravi che, per quanto è dato di rilevare, non avrebbero avuto colonne o pilastri di sostegno. Nel pavimento, nell'angolo ovest, sono scavati due recessi in forma di pseudo-sarcofago che, date le dimensioni, avrebbero tuttavia permesso di ospitare solo un corpo umano e non un eventuale sarcofago esterno più grande.

### TA3a
Nient'altro che un principio di scavo.

### TA3b
Viene considerata da Norman de Garis Davies la più fine delle tombe non iscritte; è planimetricamente costituita da un corridoio longitudinale che immette in una sala trasversale. La facciata, benché molto danneggiata, non sembra aver comunque ospitato iscrizioni di sorta.

### TA3c
Planimetricamente costituita da un corridoio longitudinale che immette in una sala trasversale (struttura simile alla TA3b, ma di dimensioni inferiori), presenta le pareti del corridoio ben rifinite. Una colonna, nella sala trasversale (non ultimata) lascia intendere che un'altra ne sarebbe stata eretta se la sepoltura fosse stata ultimata.

### TA3d
Un breve corridoio immette direttamente in una sala trasversale. La tomba presenta tracce di usi ripetuti nel tempo.

### TA3e
Un breve corridoio immette direttamente in una sala trasversale. Non esistono tracce che indichino un'occupazione come sepoltura, ma una nicchia nei pressi dell'ingresso sembra aver ospitato a lungo una lampada avvalorando così l'ipotesi che sia stata a lungo utilizzata come dimora.

### TA3f
TA3f venne classificata con il n.ro 5 da Karl Richard Lepsius nei suoi rilievi. L'architrave dell'ingresso presenta il cartiglio di Aton affiancato da quelli del re Akhenaton e della regina Nefertiti, nonché da scena del defunto inginocchiato (?). Le pareti interne presentano una frettolosa preparazione e la sala trasversale non è ultimata; l'inizio di un pozzo verticale, poco profondo e che immette in una sala sotterranea, è scavato su un gradone di roccia nel lato est della sala. La tomba presenta tracce di lampade che lasciano intendere come sia stata a lungo utilizzata come dimora.

### TA6a e TA6b
A poca distanza, a ovest, dalla TA6 sono scavate nella falesia (TA6a) e realizzata nell'area antistante la precedente. La TA6b, che presenta strutture in muratura, è stata a lungo utilizzata come dimora e non è perciò possibile risalire alle forme e al dimensionamento originale.

### TA6c
Un breve corridoio immette direttamente in una sala piccola quadrata alta circa 1,80 m. Non esiste alcun tipo di evidenza che valga a dimostrare che tale struttura sia stata scavata come sepoltura che, in ogni caso, risalirebbe a un periodo moto tardo. La presenza di una profonda nicchia nella parete fiancheggiante l'ingresso, lascia supporre che si intendesse realizzare una finestra, il che avvalora l'ipotesi che si sia trattato di uno scavo per realizzare un'abitazione.

### TA7a
Si tratta di una tomba abbandonata in fase di realizzazione, con planimetria costituita da un corridoio che immette in una sala trasversale.

### TA7b
Si tratta solo del semplice abbozzo di scavo di una sepoltura.

### TA7c
Più completa presenta un breve corridoio di accesso a una sala trasversale il cui soffitto è sorretto da quattro colonne; è inoltre presente l'abbozzo di scavo di una sala perpendicolare alla precedente, che reca, al fondo della parete nord, l'abbozzo di quella che sarebbe divenuta una camera laterale (mai ultimata).

### TA9a
Si tratta solo del semplice abbozzo di scavo di una sepoltura, con un corridoio di accesso a una sala trasversale appena abbozzata.

### TA9b
Si tratta solo del semplice abbozzo di scavo di una sepoltura: dall'accesso un pozzo in cui sono scavati due o tre gradini immete in una sala di forma irregolare in cui si trova quello che è stato interpretato come solo l'accenno di un sarcofago.

### TA9c
Si tratta solo del semplice abbozzo di scavo di una sepoltura; la sala, solo accennata, venne ricavata in una naturale spaccatura della roccia.

### TA16
Planimetricamente TA16 si sviluppa partendo da un breve corridoio che immette in una sala trasversale con dodici colonne su due file da sei. Nell'angolo est della sala si apre una scala che adduce all'appartamento sotterraneo. Se fosse stata terminata sarebbe stata tra le più fini della necropoli amarniana. Benché rilevabili tracce di iscrizioni, queste non sono state trascritte perché molto danneggiate da escrementi di pipistrello (che avevano preso dimora nella tomba) e da abrasioni dovute alla sabbia.

### TA17
Si tratta solo del semplice abbozzo di scavo di una sepoltura; non presenta particolari interessanti se non che, non essendo mai stata aperta, conservava ancora frammenti di ceramiche che poggiavano sull'antico letto di sabbia.

### TA18
Il nome del titolare è andato distrutto e parti ancora leggibili vennero verosimilmente asportate da ladri, restano tuttavia, nell'ingresso, tracce di un inno ad Aton; planimetricamente appartiene alla categoria delle tombe a corridoio.

### TA20
Sull'architrave di ingresso, la famiglia reale in adorazione dell'Aton. La scena è incompiuta: la figura di Nefertiti avrebbe dovuto seguire quella del re Akhenaton unitamente alle figlie Merytaton, Maketaton e Ankhesepaaton, ma queste, così come la figura della sorella della regina Mutnodjemet, non vennero mai scolpite sebbene abbozzate; quest'ultima, inoltre, sembrerebbe fosse destinata a essere rappresentata come portatrice di flabello per la sorella.

### TA21
La TA21 è planimetricamente costituita da un corridoio che immette in una sala più interna, di forma pressoché quadrata, non ultimata, in cui sono presenti quattro colonne alte circa 1,50 m, delle sei previste, in varie fasi di scavo e di realizzazione, due solo accennate sulla pietra con disegno in rosso. Tale concezione appare inusuale per le tombe amarniane specie per una sala interna che, evidentemente, doveva costituire, nel progetto realizzativo, una sorta di anticamera della tomba vera e propria. Data la vicinanza con la TA23, di Any, si è ritenuto che il titolare della TA21 abbia voluto riprodurre il porticato antistante quella, ma in una sala interna.

### TA22
Nome del titolare sconosciuto; sull'architrave dell'ingresso resti di scena della famiglia reale, il re, la regina e tre figlie, in adorazione mentre, in disparte, come in attesa, si trova la sorella della regina Mutnodjemet.

### TA24a
Si tratta solo dell'inizio di uno scavo, senza alcuna iscrizione o riferimento.

### TA25a
Titolare Iy (?) come risulterebbe da un'iscrizione, a inchiostro, presente su uno stipite; resti di un inno ad Aton su uno stipite di porta. Sulla porta un architrave reca la scena del re Akhenaton, della regina Nefertiti e di tre principesse che adorano Aton su un altare

### Planimetrie delle Tombe minori di Amarna

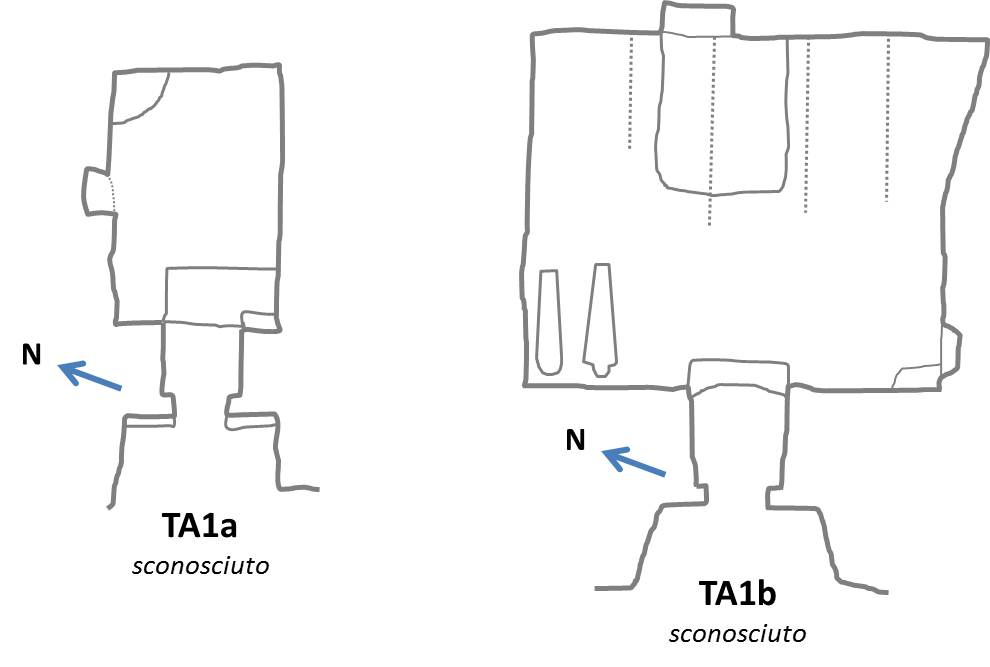
Planimetrie schematiche delle tombe TA1a e TA1b
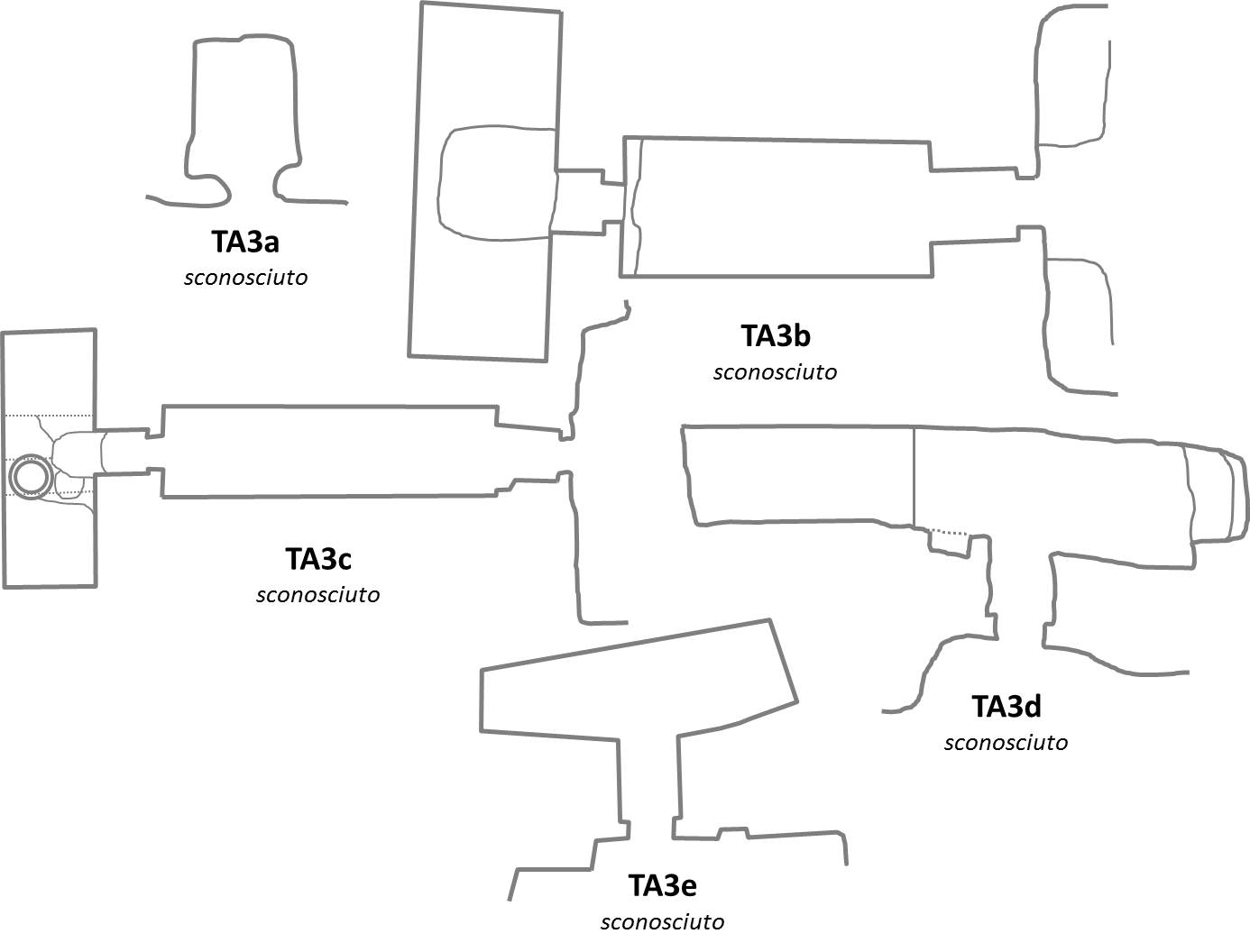
Planimetrie schematiche delle tombe TA3a, 3b, 3c, 3d, 3e
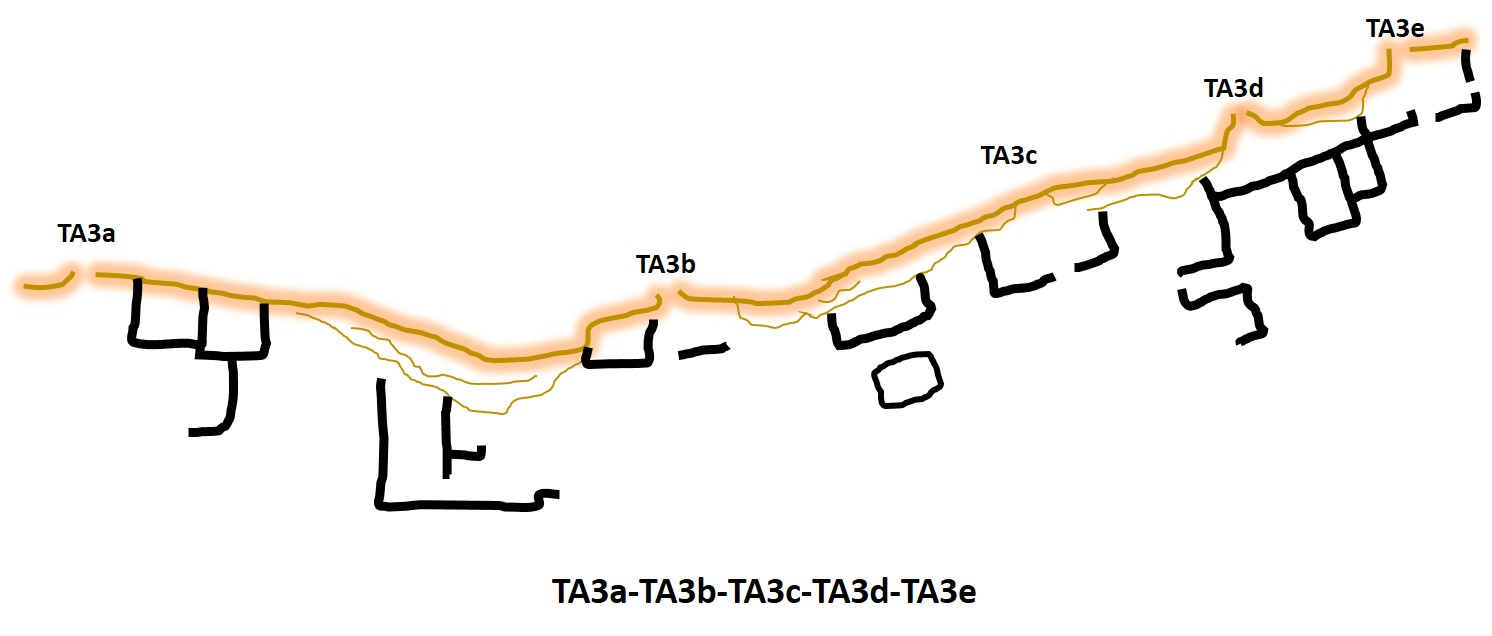
Area delle tombe minori TA3a-3e
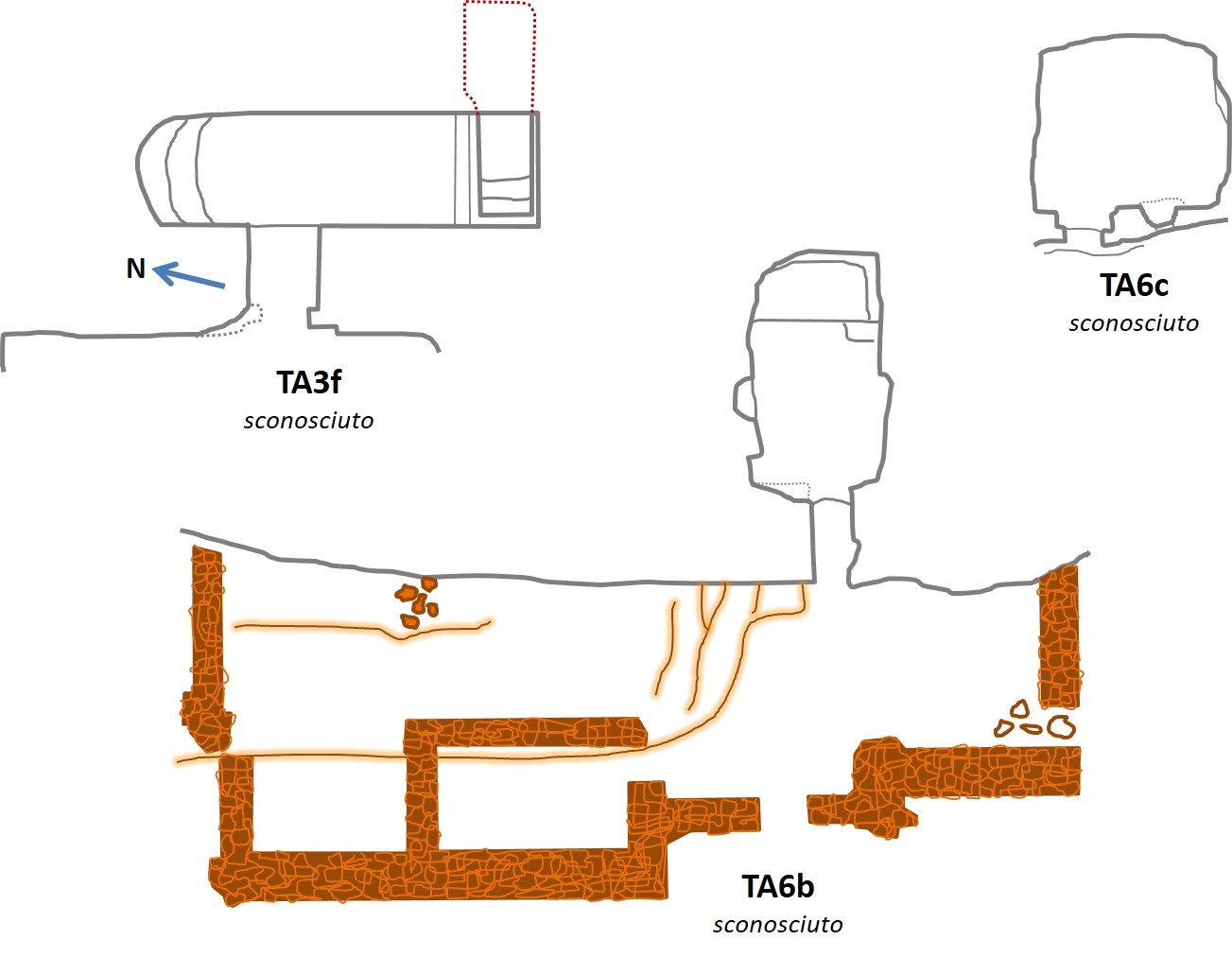
Planimetrie schematiche delle tombe TA3f, TA6c e 6b
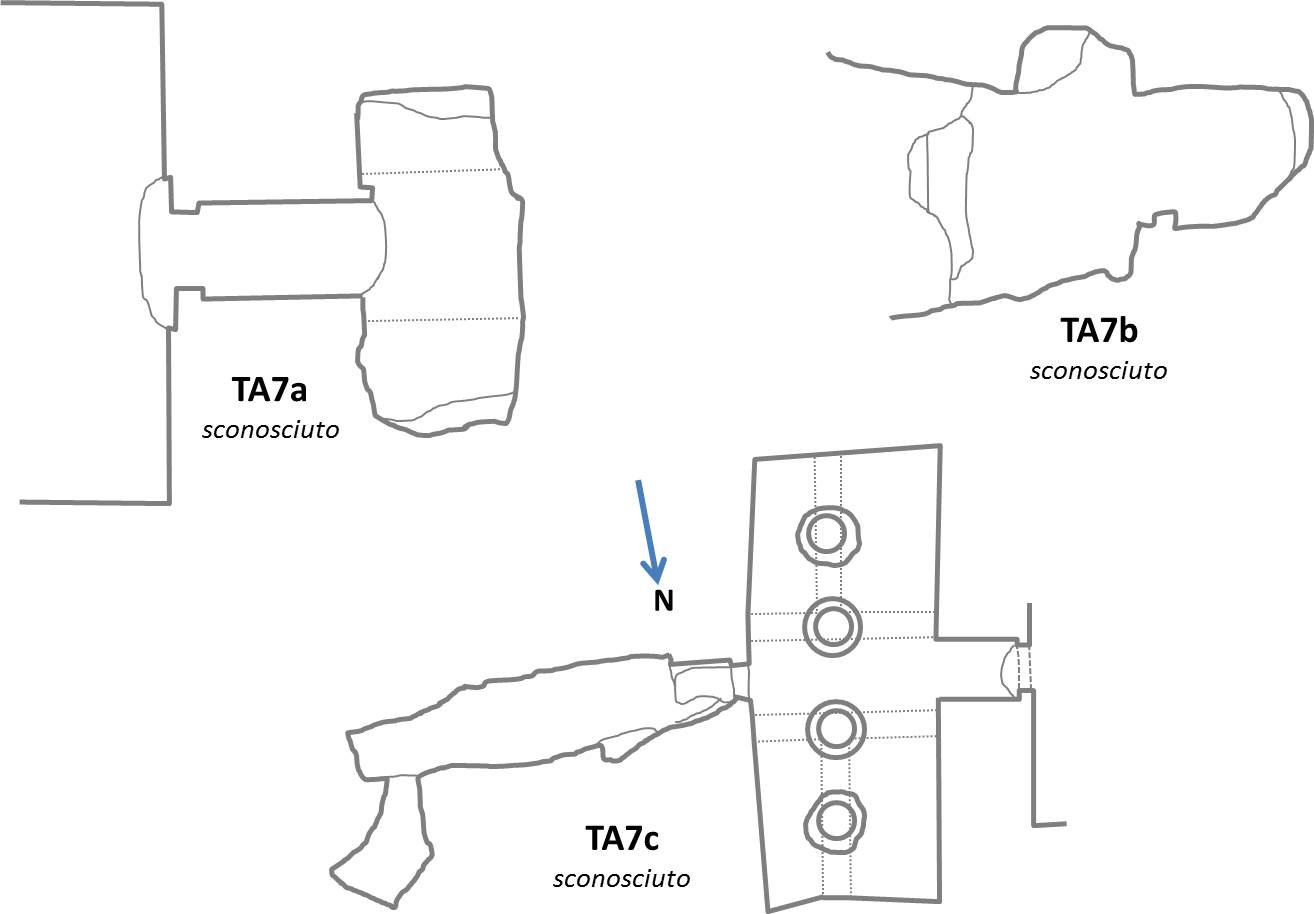
Planimetrie schematiche delle tombe TA7a, 7b e 7c
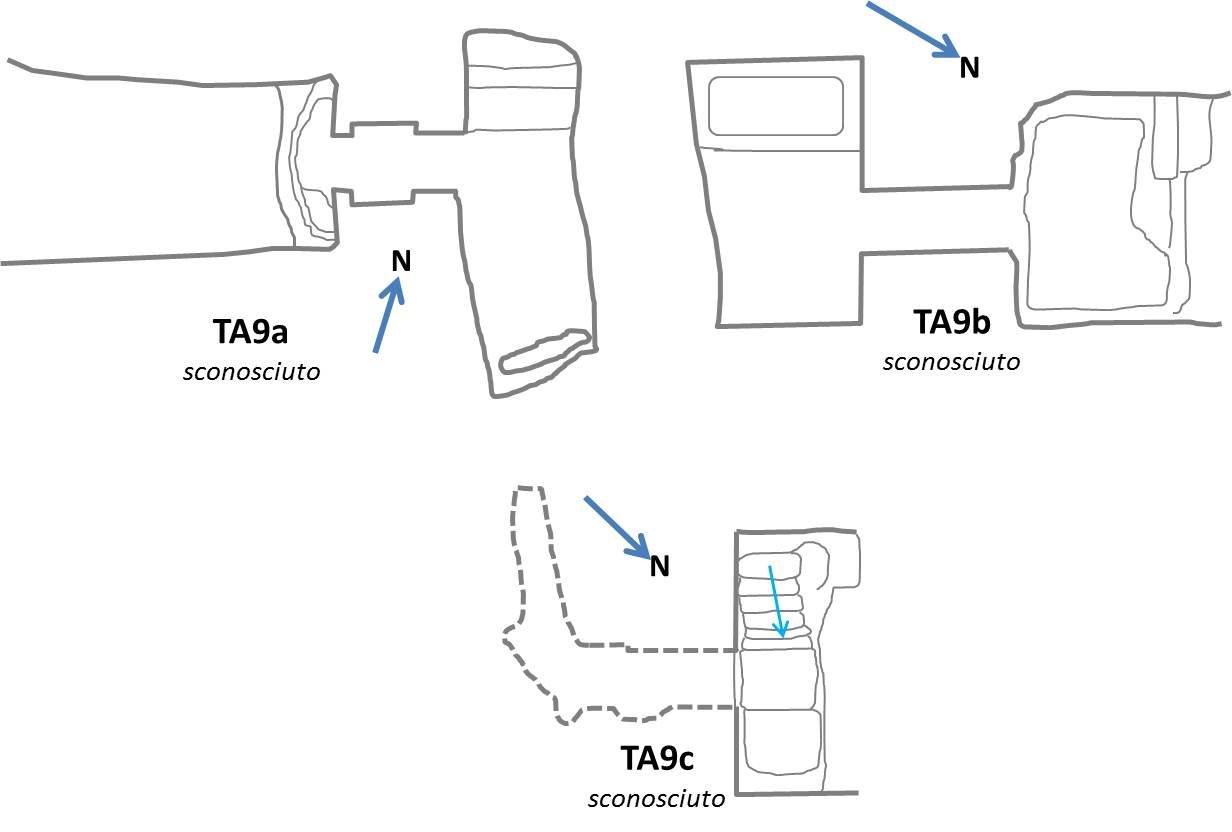
Planimetrie schematiche delle tombe TA9a, 9b e 9c
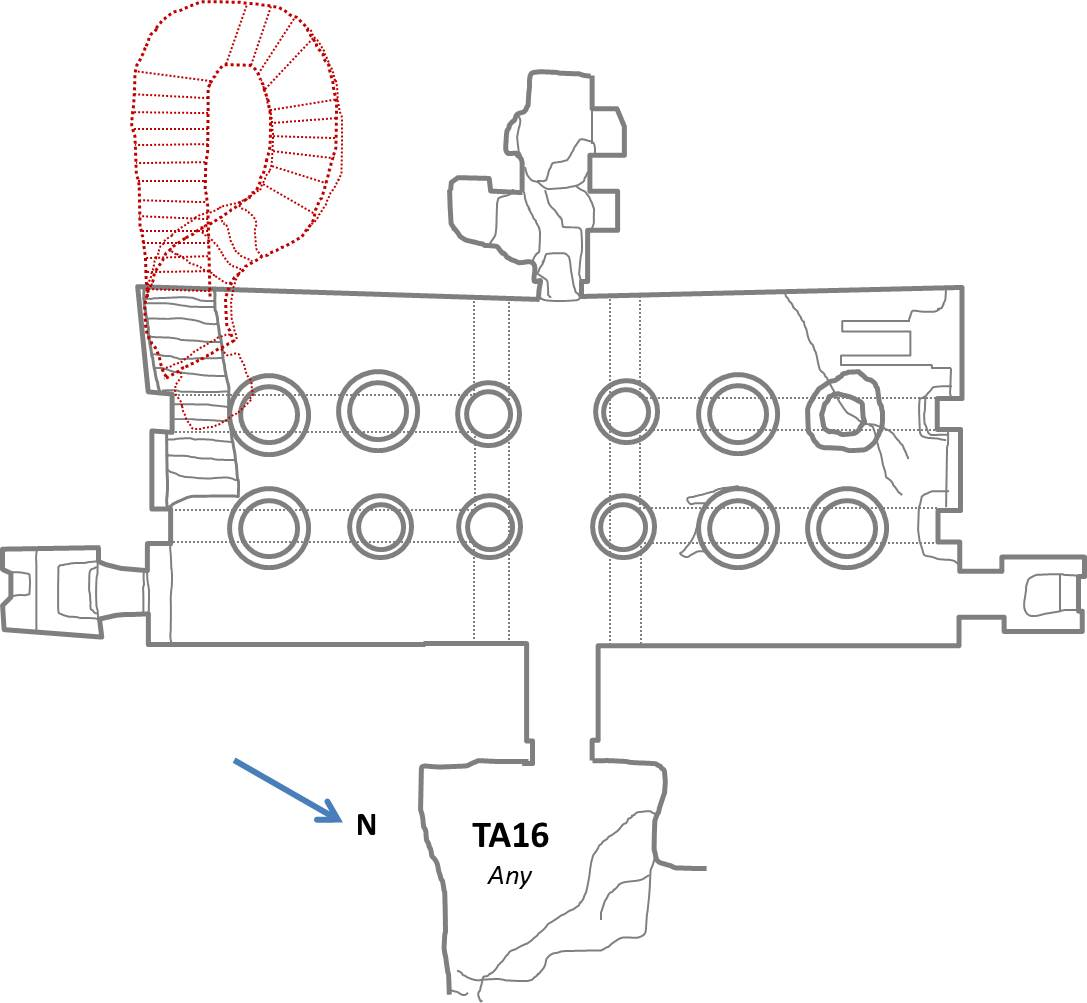
Planimetria schematica della tomba TA16 di sconosciuto
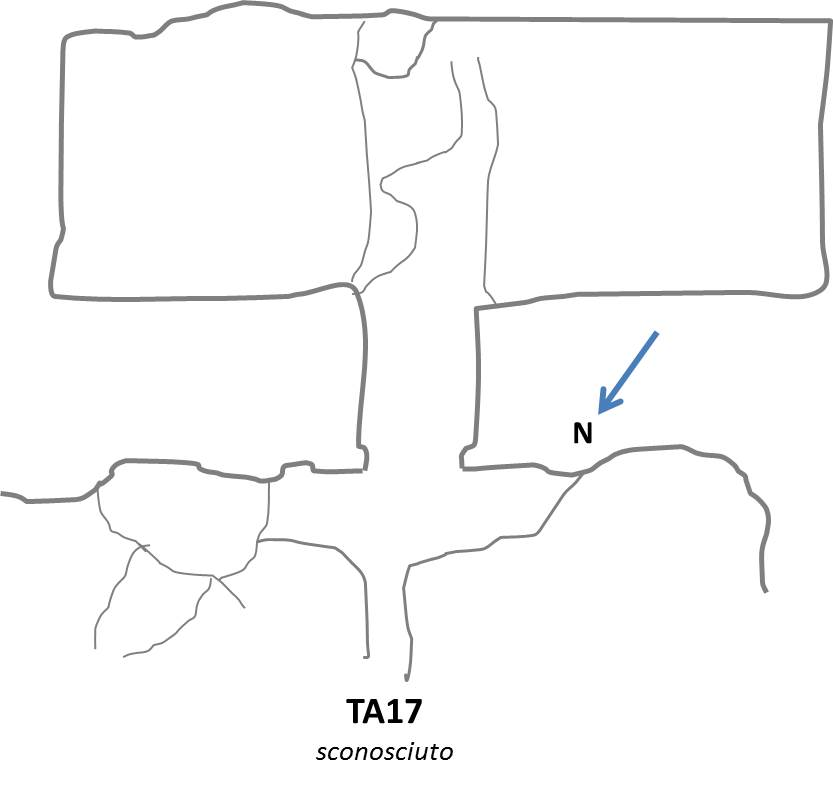
Planimetria schematica della tomba TA17 di sconosciuto
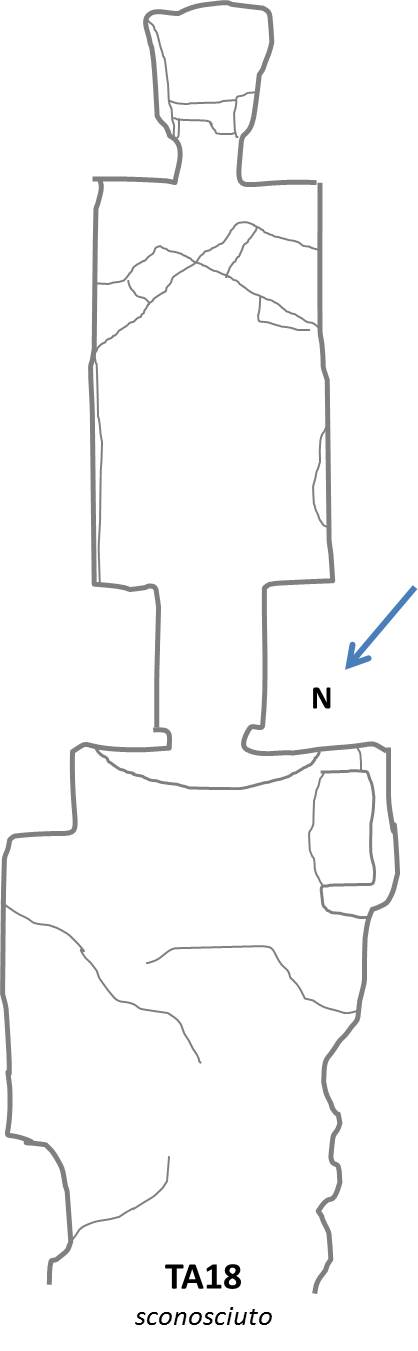
Planimetria schematica della tomba TA18 di sconosciuto
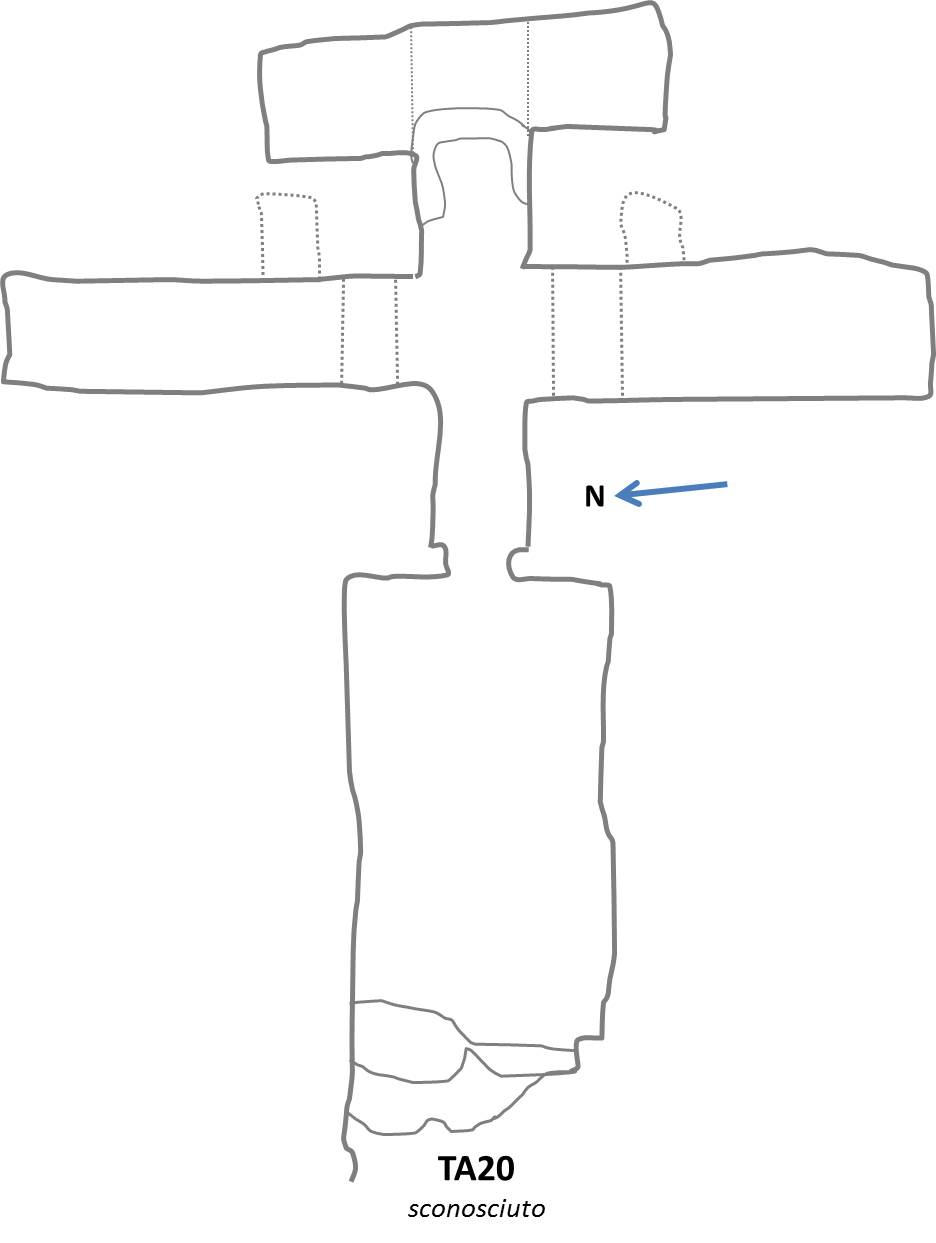
Planimetria schematica della tomba TA20 di sconosciuto
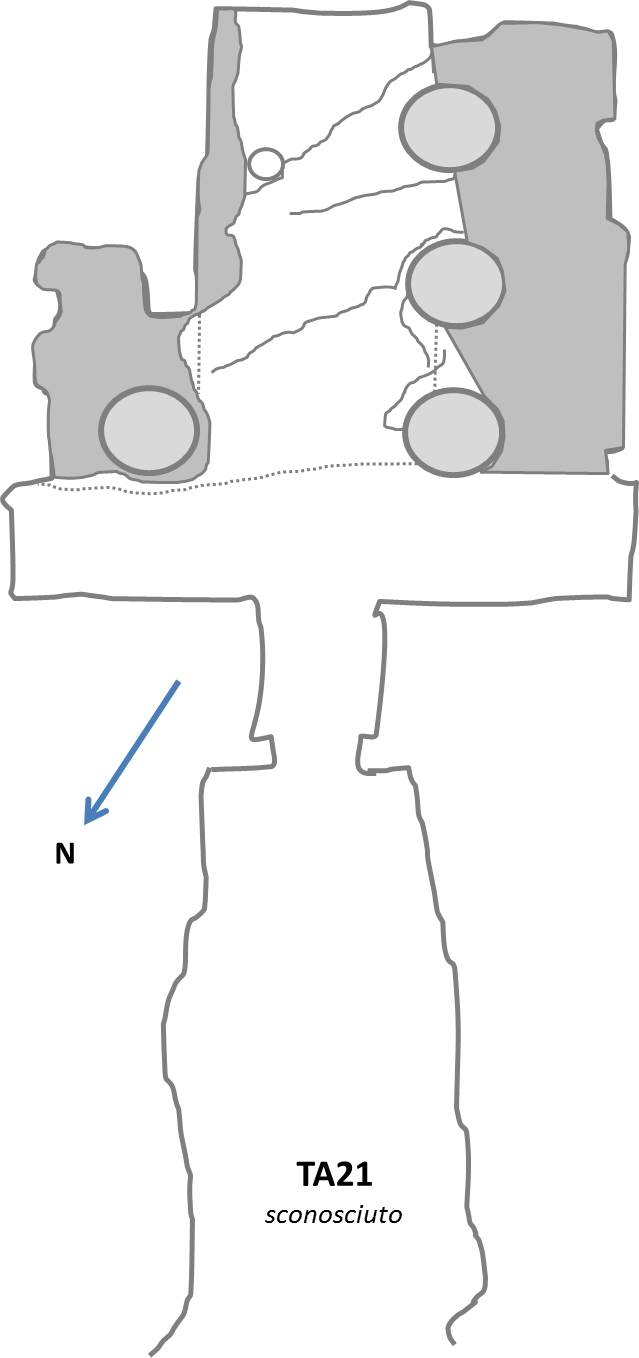
Planimetria schematica della tomba TA21 di sconosciuto
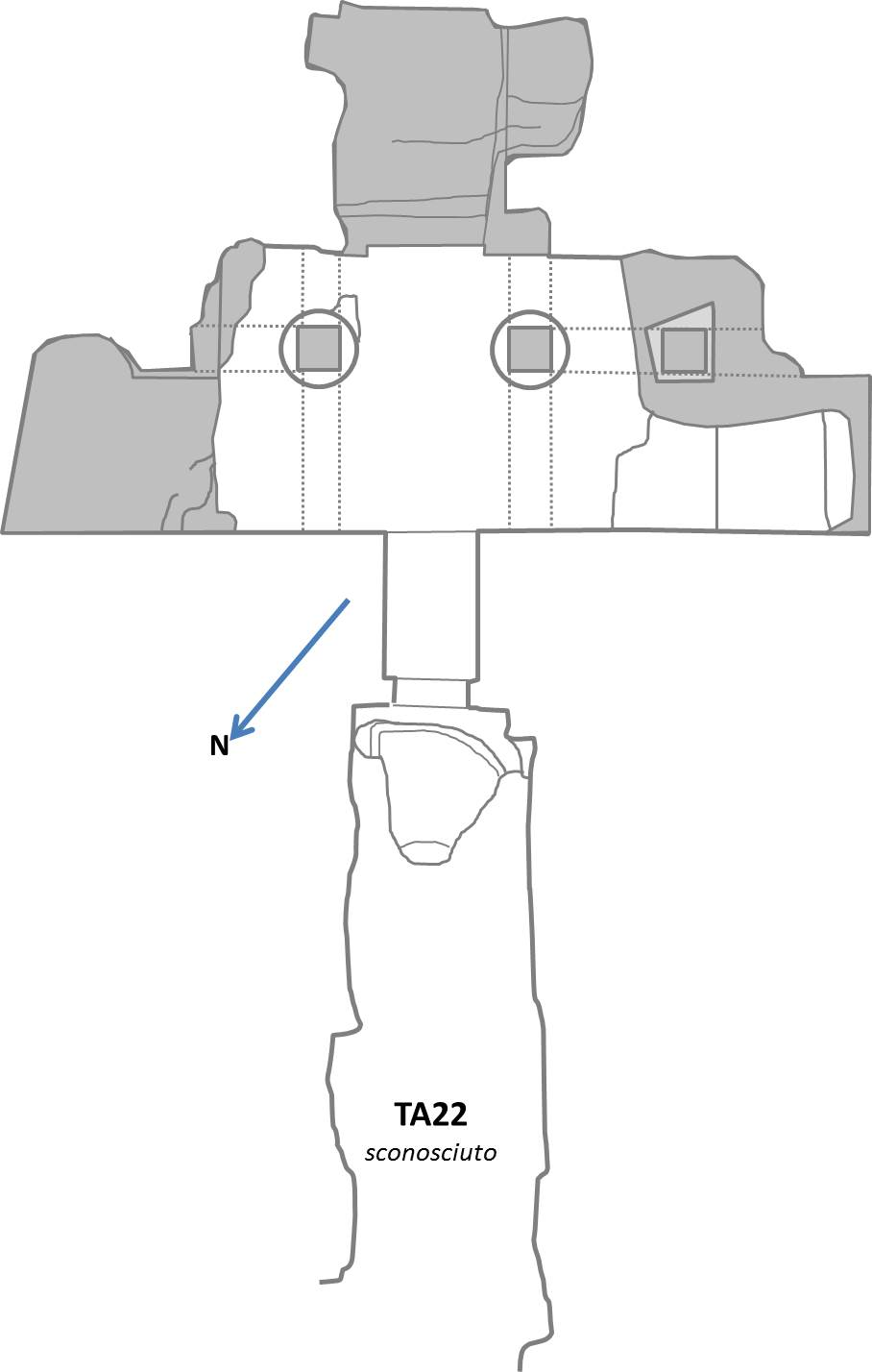
Planimetria schematica della tomba TA22 di sconosciuto
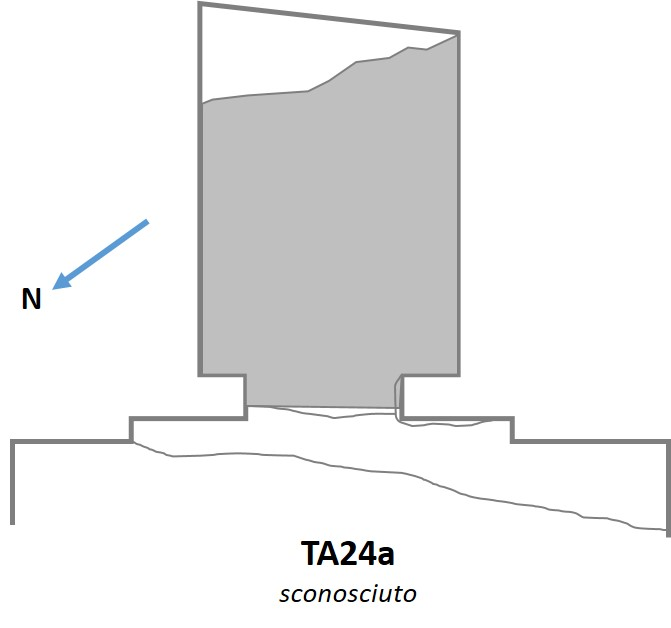
Planimetria schematica della tomba TA24a di sconosciuto
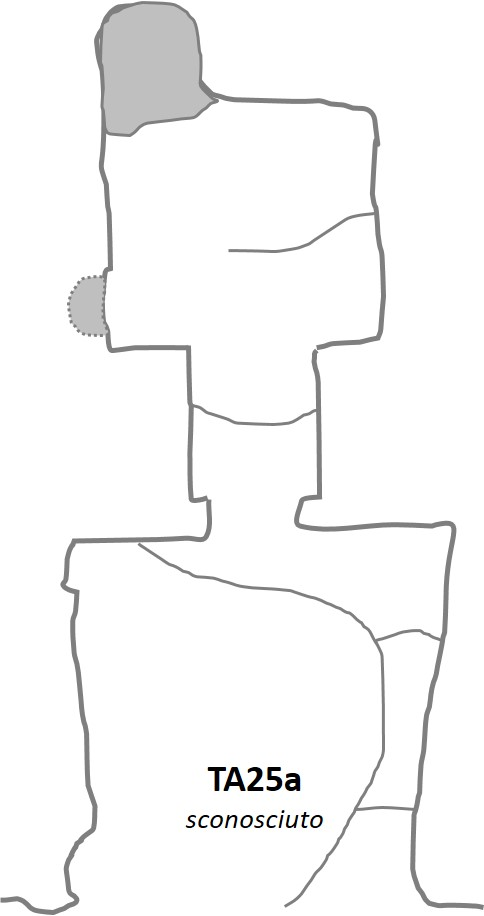
Planimetria schematica della tomba TA25a di sconosciuto

### Annotazioni
1. ↑  "...al cospetto del Signore delle Due Terre, con una buona sepoltura quale dono (?) del re (?) nella collina di Akhetaton, come favorito di Waenra (?)...per (?) il Kha di Rudu..."
2. ↑  Su uno stipite si legge: ...vita al Padre, Dio e Re, Ra vivente, dominatore dei due orizzonti... elevo preghiere all'Aton vivente
3. ↑  16 m di larghezza x circa 9 di profondità e 4 di altezza.
4. ↑  "...vita al divino Padre Horakhti-Aton; lode a te Kha, o Aton vivente cui il tuo figlio a te si rivolge; egli che procede dal tuo corpo, il tuo figlio che ti conosce e ti esalta..."

### Fonti
1. 1 2  Porter e Moss 1968, parte IV p. 209.
2. ↑  Davies 1903, parte II, tavola XLII.
3. ↑  Davies 1903, parte II, tavole XLII-XLIII-XLIV-XLV.
4. ↑  Davies 1903, parte II, tavole XXV-XLIV.
5. ↑  Davies 1903, parte IV, tavole XXXIV.
6. 1 2  Davies 1903, parte V, tavola XVIII.
7. ↑  Davies 1903, parte IV, tavole XXX-XXXIV.
8. ↑  Davies 1903, parte V, tavola VI.
9. ↑  Davies 1903, parte V, tavola XII.
10. ↑  Davies 1903, parte V, tavola XIII.
11. ↑  Davies 1903, parte V, tavola XII-XV.
12. ↑  Davies 1903, parte V, tavola XVI.
13. ↑  Davies 1903, parte V, tavola XVII.
14. ↑  Davies 1903, parte V, tavola XIV.
15. ↑  Davies 1903, parte II, p. 3, tavv. XXIV e XLII.
16. 1 2 3  Davies 1903, parte II, p. 3, tav. XLII.
17. 1 2  Davies 1903, parte II, p. 3, tav. XLIV.
18. ↑  Davies 1903, parte II, p. 3, tav. XLIII.
19. ↑  Lepsius 1849.
20. ↑  Davies 1903, parte II, p. 3, tav. XLV.
21. ↑  Davies 1903, parte II, p. 2, tavv. XXV e XLIV-XLV.
22. ↑  Davies 1903, parte II, p. 1, tavv. XXV e XLIV.
23. 1 2 3  Davies 1903, parte V, p. 12; parte IV, tav. XXXIV.
24. ↑  Davies 1903, parte V, p. 12; tav. XVIII.
25. 1 2  Davies 1903, parte V, p. 12; parte IV, tav. XXX.
26. ↑  Davies 1903, parte V, p. 13, tavv. VI-VIII.
27. ↑  Davies 1903, parte V, p. 13, tav. XII.
28. ↑  Davies 1903, parte V, p. 14 e 18, tav. XIII.
29. ↑  Porter e Moss 1968, parte IV p. 225.
30. ↑  Davies 1903, parte V, p. 14, tavv. XII e XV.
31. ↑  EES 2004, parte V.
32. ↑  Davies 1903, parte V, p. 14, tavv. XVI e XXXV.
33. ↑  Davies 1903, parte V, p. 14, tavv. XVI-XVII e XXXVI.
34. ↑  Porter e Moss 1968, parte IV p. 227.
35. ↑  Davies 1903, parte V, p. 15, tav. XVIII.
36. ↑  Davies 1903, parte V, p. 15, tav. XIV.
37. ↑  Porter e Moss 1968, parte IV p. 230.